# Air Burundi

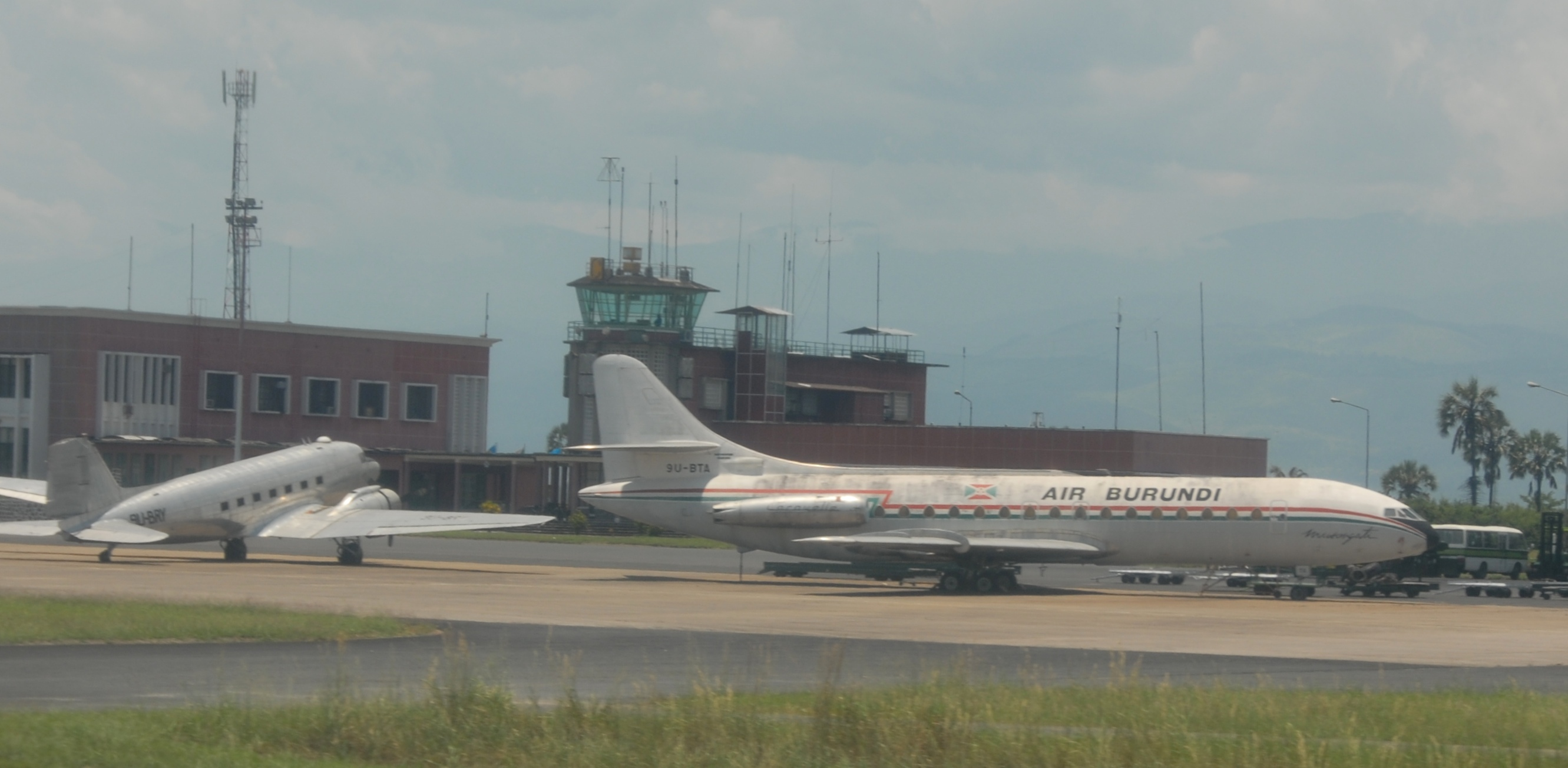
Caravelle aux couleurs d'Air Burundi.

Air Burundi est la compagnie aérienne nationale de la république du Burundi.

## Historique et activités
La compagnie a été créée en avril 1971. À l'époque elle s'appelait Service des Transports Aériens du Burundi et n'a adopté son nom actuel d'Air Burundi qu'en juin 1975. Elle est entièrement propriété du gouvernement burundais.
Ayant suspendu temporairement ses vols le 5 septembre 2009, elle fait actuellement les activités suivantes :
- Assistance en escale des compagnies aériennes Ethiopian Airlines et RwandAir ;
- Assistance en matière de fret des vols cargo réguliers et non réguliers ;
- Opérations de refueling : mise à bord carburant avions (kérosène) ;
- Réservations et vente des billets des autres compagnies aériennes opérant à l'aéroport international de Bujumbura.
- Après commande des billets d'avion, livraison via internet sur demande.

## Destinations
La compagnie dessert deux des principaux aéroports d'Afrique de l'Est : Kigali (KGL) et Entebbe (EBB).